# 香港證券經紀業協會
香港證券經紀業協會 (Hong Kong Stockbrokers Association Limited)是香港證券經紀業團體，屬非牟利機構。
香港證券經紀業協會成立宗旨，是為促進證券行業之業務，保障同業之切身權益及專業地位，提高會員財經知識，及關注和協助整體證券行業之長遠發展。
協會於1978年5月19日註冊成立，成員於1979年9月28日宣誓就職。
協會現共有超過1300位會員，分別來自香港、中資及外資等超過350間證券行，代表超過七成以上的證券行。